# Horace Mann (pedagog)
Horace Mann (ur. 4 maja 1796 we Franklin, zm. 2 sierpnia 1859 w Yellow Springs) – amerykański pedagog i polityk, reformator edukacji, pierwszy wielki orędownik edukacji publicznej w USA.

## Życiorys
Dorastał w środowisku zdominowanym przez biedę, ubóstwo i samo-wyrzeczenie. Pobierał nauki krótko, u stosunkowo słabych nauczycieli, jednak zdołał dokształcić się w miejskiej bibliotece we Franklin, poza tym uczył się łaciny i greki od Samuela Barretta, dzięki czemu w wieku 20 lat dostał się na drugi rok studiów do Brown University w Providence, gdzie zrobił błyskotliwą pracę, okazując wielkie zainteresowanie problemami polityki, edukacji i reform społecznych; jego pożegnalne wystąpienie, o stopniowym rozwoju rasy ludzkiej w godności i szczęściu, było wzorem optymizmu humanitarysty, oferującym drogę w której edukacja, filantropia i republikanizm mogły się połączyć i uśmierzyć braki, które dręczą ludzkość. Po ukończeniu studiów w 1819 został prawnikiem, do 1823 uczył się w szkole prawniczej w Litchfield, potem osiedlił się w Dedham, gdzie jego prawnicza bystrość i wnikliwość oraz zdolności oratorskie umożliwiły mu wybór do stanowej Izby Reprezentantów, gdzie zasiadał 1827–1833. Kierował tam ruchem, który założył państwowy szpital dla obłąkanych w Worcester, pierwszy tego rodzaju w USA. W 1833 przeniósł się do Bostonu, 1835–1837 służył w stanowym Senacie Massachusetts, którego w 1836 został przewodniczącym.

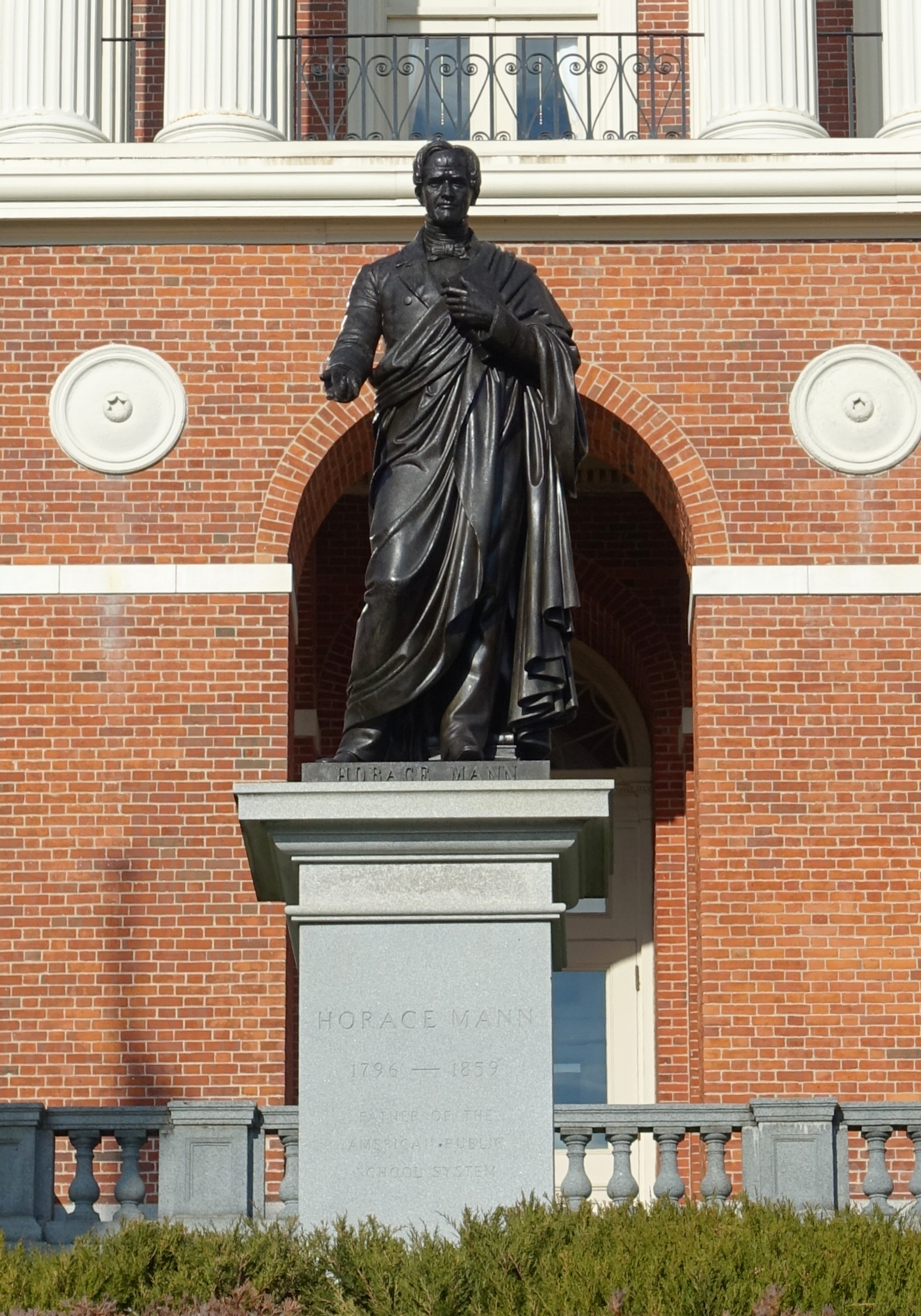
Pomnik Manna autorstwa Emmy Stebbins, Boston

Działał w ruchu reformatorskim zmierzającym do utworzenia stanowej komisji oświaty, co nastąpiło w 1837; komisja zbierała i podawała do wiadomości publicznej informacje szkolne w stanie. W 1838 założył dwutygodnik dla nauczycieli „Common School Journal”, prowadził powszechne wykłady dla zainteresowanych grup obywateli. Napisał 2 roczne raporty dla komisji zagłębiające się w szeroką tematykę pedagogiczną. Zasadniczo jego przesłanie skupiało się na sześciu fundamentalnych propozycjach: 1) Że republika nie może długo pozostawać ignorancka i wolna, dlatego potrzebuje uniwersalnej powszechnej edukacji, 2) Że taka edukacja musi być opłacana, kontrolowana i utrzymywana przez zainteresowaną publiczność, 3) Że taka edukacja jest najlepiej prowadzona w szkołach przyjmujących dzieci ze wszystkich religijnych, społecznych i etnicznych środowisk, 4) Że taka edukacja, gdy gruntownie moralna w charakterze, musi być wolna od sekciarskiego wpływu religijnego, 5) Że taka edukacja musi być przesiąknięta pod każdym względem przez ducha, metody i dyscyplinę wolnego społeczeństwa, które uniemożliwia szorstką pedagogikę w klasie, 6) Że taka edukacja może być zapewniona tylko przez dobrze wyszkolonych, profesjonalnych nauczycieli. Mann natrafił na silny opór wobec tych pomysłów – od duchownych, którzy piętnowali niesekciarskie szkoły, od pedagogów, którzy potępiali jego pedagogikę jako wywrotową, i od polityków, którzy sprzeciwiali się komisji jako niesłusznemu naruszaniu miejscowej władzy oświatowej – jednak jego opinie dominowały. W 1848 zrezygnował z funkcji sekretarza, by zająć w Kongresie Stanów Zjednoczonych miejsce byłego prezydenta Johna Quincy Adamsa. Tam dowiódł, że jest zagorzałym wrogiem niewolnictwa. W 1852 ubiegał się bez powodzenia o urząd gubernatora Massachusetts, w 1853 objął prezesurę Antioch College w Yellow Springs w Ohio – nowej instytucji zajmującej się koedukacją, nie-sekciarstwem i równouprawnieniem dla Murzynów. Krótko przed śmiercią, w pożegnalnej mowie do klasy kończącej college, stwierdził, że „To wstyd umierać przed odniesieniem jakiegoś zwycięstwa dla ludzkości”.